# Aarhus (fiume)
Il fiume Aarhus (danese: Aarhus Å) è un fiume della Danimarca dello Jutland centrale. Il suo bacino idrografico ricopre circa 324 chilometri quadrati ed è lungo circa 40 chilometri. Nasce a 54 metri di altitudine in una torbiera presso il lago Stilling-Solbjerg e sfocia nel porto di Aarhus.